# Ie naki ko
Ie naki ko (jap. 家なき子) – 51-odcinkowy serial anime, emitowany w latach 1977–1978.
Stanowi adaptację powieści Sans famille (1878) francuskiego pisarza Hektora Malota. W 1996 roku rozpoczęto emisję kolejnej japońskiej adaptacji tejże historii – Ie naki ko Remi.

## Fabuła
Remi to chłopiec, który mieszka z matką na francuskiej wsi, gdzie wiodą szczęśliwe życie. Wszystko się zmienia, gdy niespodziewanie w domu pojawia się ojciec, który rozpaczliwie potrzebuje pieniędzy. Mężczyzna ujawnia, że Remi jest adoptowany i sprzedaje go. Chłopiec poznaje Vitalisa, wędrownego grajka, podróżującego z grupą artystów zajmujących się zwierzętami. Razem przemierzają kraj w poszukiwaniu prawdziwych rodziców Remiego.